# 梭山镇
梭山镇，是中华人民共和国云南省昭通市鲁甸县下辖的一个镇。
2012年9月22日，云南省人民政府批复同意撤销梭山乡，设立梭山镇。

## 行政区划
梭山镇下辖以下地区：
梭山村、黑石村、查拉村、密所村、挖水村、黑寨村、埂底村、妥乐村和甘田村。